# Piélagos
Piélagos település Spanyolországban, Kantábria autonóm közösségben. Piélagos Miengo, Polanco, Torrelavega, Puente Viesgo, Castañeda, Villaescusa, El Astillero, Camargo és Santa Cruz de Bezana községekkel határos. Lakosainak száma 26 783 fő (2024).

## Népesség
A település népessége az elmúlt években az alábbi módon változott:
| Lakosok száma | 12 517 | 14 849 | 17 681 | 20 081 | 23 211 | 23 999 | 24 918 | 25 559 | 26 279 | 26 783 |
|               | 2001   | 2004   | 2007   | 2009   | 2012   | 2014   | 2017   | 2019   | 2022   | 2024   |